# اجدال العرش (السياني)

تعديل مصدري - تعديل

اجدال العرش محلة تابعة لقرية الرعاس، التابعة لعزلة هدفان بمديرية السياني إحدى مديريات محافظة إب في الجمهورية اليمنية.، بلغ تعداد سكانها 210 حسب تعداد اليمن لعام 2004.